# Fængselslærerforeningen
Fængselslærerforeningen (FLF) blev stiftet den 29. august 1952 på Statsfængslet på Kragshovhede. Siden 1946 havde der været møder om dannelse af foreningen, men først i 1952 lykkedes det at lave en stiftende generalforsamling. Foreningen er samlingssted for lærere, der arbejder med undervisning i Kriminalforsorgens institutioner. 
Foreningens formål er:
- at varetage medlemmernes interesser i løn-, arbejds- og ansættelsesforhold i samråd med den forhandlingsberettigede organisation
- at koordinere pædagogiske erfaringer.
- at arbejde for relevante undervisnings- og uddannelsestilbud ved Kriminalforsorgen
- at virke for en hensigtsmæssig indordning af disse tilbud i Kriminalforsorgens hele virksomhed
- at sikre bedre kursus- og efteruddannelsesmuligheder

FLF er en interesseorganisation under Kriminalforsorgsforeningen og afholder en årlig konference om fængselsundervisning.
Foreningen afholder en årlig konference med fagligt indhold.

## Ekstern kilde/henvisning
- FLF Arkiveret 4. april 2007 hos  Wayback Machine
- Kriminalforsorgsforeningen Arkiveret 20. december 2014 hos  Wayback Machine